# جمیما کرکی
جمیما کرکی (انگلیسی: Jemima Kirke؛ زادهٔ ۲۶ آوریل ۱۹۸۵) یک هنرمند و هنرپیشه اهل ایالات متحده آمریکا است. در وست مینستر، لندن از پدر و مادر بریتانیایی متولد شد و در شهر نیویورک بزرگ شد
از فیلم‌ها یا برنامه‌های تلویزیونی که وی در آن نقش داشته‌است می‌توان به دختران اشاره کرد.
هنرمند، بازیگر و کارگردان بریتانیایی-آمریکایی. او با بازی در نقش جسا جوهانسون در سریال دختران HBO، شهرت بین‌المللی به دست آورد.[۲] او اولین فیلم خود را در سال ۲۰۰۵ در فیلم کوتاه مستقل «لبخند برای دوربین» و اولین فیلم بلند خود را در «مبلمان کوچک»، [۳] به عنوان لطفی برای دوست دوران کودکی‌اش لینا دانم، انجام داد. در سال ۲۰۱۷، او در موزیک ویدیوی زین برای تک آهنگ "Dusk Till Dawn" با حضور سیا بازی کرد.
او دختر Simon Kirke، درامر سابق گروه‌های راک Bad Company و Free است.[۶] مادر او لورین کرک (نام دختر دلال)، صاحب جمینولا، یک بوتیک قدیمی در شهر نیویورک است که تعدادی لباس برای مجموعه تلویزیونی Sex and the City تهیه می‌کرد.[۷] شخصیت او جسا در فصل پایانی فصل اول دختران، لباس عروسی از جمینولا پوشید. همچنین، در اوایل کار خود، او به همراه خواهرانش در یک قطعه مد در مجله Teen Vogue که در آن لباس‌هایی از فروشگاه می‌پوشیدند، معرفی شد.[۸] پدرش اصالتاً انگلیسی و اسکاتلندی است (کرکس‌ها شاخه‌ای کوچک از خانواده‌ای از ناتینگهام‌شایر اعیان‌نشین هستند و همچنین از بارونت‌های گیبسون-کریگ هستند)[۹][۱۰] و مادرش یهودی است.[۱۱] پدربزرگ مادری کرک، جک دلال، یک تاجر بریتانیایی با تبار عراقی-یهودی و مادربزرگ مادری او، زهاوا هلمر، مهماندار سابق اسرائیلی بود.[۱۲][۱۳][۱۴] کرک دو خواهر دارد، بازیگر لولا کرک و خواننده و بازیگر دومینو کرکه.[۱۵][۱۶][۱۷] او پسر عموی کیوریتور الکساندر دلال، [۱۸] طراح کفش شارلوت المپیا دلال و مدل/عکاس آلیس دلال است.[۱۸]
Edit
کرک به عنوان دانشجو در رشته هنر تحصیل کرد و در سال ۲۰۰۸ لیسانس هنرهای زیبا خود را در رشته نقاشی از دانشکده طراحی رود آیلند دریافت کرد.[۱۹] در اواخر سال ۲۰۱۱، او نمایشگاهی با عنوان "تاریخچه مختصر" از طریق پروژه‌های Skylight برگزار کرد.[۲۰] در اواخر سال ۲۰۱۷ تا اوایل سال ۲۰۱۸، او در گالری دختران سارجنت، یک گالری لوور ایست ساید، نمایشی داشت، که در آن نقاشی‌هایی به سبک پرتره، که برخی از آن‌ها یقه رو به بالا، برخی دیگر به صورت کامل، زنان در لباس عروسی‌شان بودند را به نمایش گذاشت. کرک از طلاق خودش الهام گرفته شده بود و این نمایشگاه همچنین شامل یک پرتره از کرکه در لباس عروسی و حجاب او بود.[۲۱] [۲۲]↵↵در سپتامبر ۲۰۲۲، کرک و همسرش الکس کامرون برای کلکسیون بهاری باتشوا هی در بنز کوشر دلی مدل شدند.[۲۳] پروژه‌ها. دانهام از کرک خواست که نقش مکمل را در اولین فیلمش به نام مبلمان کوچک بازی کند. کرکه و تعدادی از دوستان دیگر به عنوان لطف به دانهام فراخوانده شدند زیرا پول کافی برای پرداخت به بازیگران حرفه‌ای وجود نداشت. کرک در سریال دختران HBO دوباره با دانهام متحد شد و در هر شش فصل از سال ۲۰۱۱ تا ۲۰۱۷ در نقش شخصیت جسا جوهانسون ظاهر شد. کرک بعداً در فیلم‌های کمدی تاریک Ava's Possessions و The Little Hours نقش‌های مکمل داشت. در سال ۲۰۱۸، کرک در کنار خواهر واقعی خود لولا کرک در فیلم اما فارست به نام Untogether بازی کرد. این فیلم برای اولین بار در جشنواره فیلم ترایبکا ۲۰۱۸ به نمایش درآمد.[۲۵]↵↵در سال ۲۰۱۱، کرک در موزیک ویدیو "Wring It Out" برای گروه Rival Schools ظاهر شد. هم این موزیک ویدیو و هم Smile for the Camera توسط دوست او جردن گالاند کارگردانی شده‌است. در سال ۲۰۱۷، او در نماهنگ "Gotta Get a Grip" اثر میک جگر به کارگردانی سام فرهمند ظاهر شد و در موزیک ویدیوی آهنگ "Stranger's Kiss" در مقابل الکس کامرون ظاهر شد. در سپتامبر ۲۰۱۷، کرک در موزیک ویدئوی خود برای آهنگ "Dusk Till Dawn" در مقابل زین ملک ظاهر شد. ↵↵در سال ۲۰۲۱، کرک در سریال آموزش جنسی نتفلیکس در نقش هوپ، مدیر مدرسه متوسطه موردل ظاهر شد. در سال ۲۰۲۱، اعلام شد که کرک ایفای نقش در گفتگو با دوستان را پذیرفته‌است، سریالی بر اساس کتابی به همین نام توسط سالی رونی، که در آن نقش ملیسا، نویسنده مسن‌تر و باتجربه‌ای را بازی می‌کند که مجذوب یک زوج جوان شده‌است.[۲۷][۲۸]↵DirectingEdit↵↵اولین کارگردانی کرکه در سال ۲۰۱۹ بود که او ویدیوی آهنگ "Mama" توسط خواهرش لولا کرک را رهبری کرد.[۲۹] او به کارگردانی پروژه‌های دیگری از جمله یک فیلم کوتاه طنز با نامزدش الکس کامرون ادامه داد.[۳۰] ۳۱] در PSA، کرک در مورد سقط جنینی که در کالج دریافت کرده بود صحبت می‌کند، جایی که او نمی‌توانست هزینه بیهوشی را علاوه بر این عمل بپردازد و بدون آن ادامه می‌داد. ایست همپتون. او در سال ۲۰۰۹ با وکیل مایکل مسبرگ ازدواج کرد و دو فرزند دارند.[۳۴][۳۵] در ژانویه ۲۰۱۷، اعلام شد که کرک و موزبرگ از هم جدا شده‌اند.[۳۶][۳۷] این زوج در تابستان ۲۰۱۶ از هم جدا شده بودند.[۳۸] آنها در حین تحصیل در مدرسه سنت آن در شهر نیویورک با هم دوست شدند.[۲]↵↵از جولای ۲۰۱۷، کرک با الکس کامرون، موسیقیدان و خواننده استرالیایی، ترانه‌سرا در ارتباط بود. کامرون گفته‌است که آلبوم ۲۰۱۹ او Miami Memory عمدتاً تحت تأثیر رابطه او با کرک است.[۳۹][۴۰] او در نوامبر ۲۰۲۰ در یک مراسم خصوصی با کامرون ازدواج کرد.
کرک به عنوان دانشجو در رشته هنر تحصیل کرد و در سال ۲۰۰۸ لیسانس هنرهای زیبا خود را در رشته نقاشی از دانشکده طراحی رود آیلند دریافت کرد.[۱۹] در اواخر سال ۲۰۱۱، او نمایشگاهی با عنوان "تاریخچه مختصر" از طریق پروژه‌های Skylight برگزار کرد.[۲۰] در اواخر سال ۲۰۱۷ تا اوایل سال ۲۰۱۸، او در گالری دختران سارجنت، یک گالری لوور ایست ساید، نمایشی داشت، که در آن نقاشی‌هایی به سبک پرتره، که برخی از آن‌ها یقه رو به بالا، برخی دیگر به صورت کامل، زنان در لباس عروسی‌شان بودند را به نمایش گذاشت. کرک از طلاق خودش الهام گرفته شده بود و این نمایشگاه همچنین شامل یک پرتره از کرکه در لباس عروسی و حجاب او بود.[۲۱] [۲۲]↵↵در سپتامبر ۲۰۲۲، کرک و همسرش الکس کامرون برای کلکسیون بهاری باتشوا هی در بنز کوشر دلی مدل شدند.[۲۳] پروژه‌ها. دانهام از کرک خواست که نقش مکمل را در اولین فیلمش به نام مبلمان کوچک بازی کند. کرکه و تعدادی از دوستان دیگر به عنوان لطف به دانهام فراخوانده شدند زیرا پول کافی برای پرداخت به بازیگران حرفه‌ای وجود نداشت. کرک در سریال دختران HBO دوباره با دانهام متحد شد و در هر شش فصل از سال ۲۰۱۱ تا ۲۰۱۷ در نقش شخصیت جسا جوهانسون ظاهر شد. کرک بعداً در فیلم‌های کمدی تاریک Ava's Possessions و The Little Hours نقش‌های مکمل داشت. در سال ۲۰۱۸، کرک در کنار خواهر واقعی خود لولا کرک در فیلم اما فارست به نام Untogether بازی کرد. این فیلم برای اولین بار در جشنواره فیلم ترایبکا ۲۰۱۸ به نمایش درآمد.[۲۵]↵↵در سال ۲۰۱۱، کرک در موزیک ویدیو "Wring It Out" برای گروه Rival Schools ظاهر شد. هم این موزیک ویدیو و هم Smile for the Camera توسط دوست او جردن گالاند کارگردانی شده‌است. در سال ۲۰۱۷، او در موزیک ویدیوی "Gotta Get a Grip" اثر میک جگر به کارگردانی سام فرهمند ظاهر شد و در موزیک ویدیوی آهنگ "Stranger's Kiss" در مقابل الکس کامرون ظاهر شد. در سپتامبر ۲۰۱۷، کرک در موزیک ویدئوی خود برای آهنگ "Dusk Till Dawn" در مقابل زین مالیک ظاهر شد. ↵↵در سال ۲۰۲۱، کرک در سریال آموزش جنسی نتفلیکس در نقش هوپ، مدیر مدرسه متوسطه موردل ظاهر شد. در سال ۲۰۲۱، اعلام شد که کرک ایفای نقش در گفتگو با دوستان را پذیرفته‌است، سریالی بر اساس کتابی به همین نام توسط سالی رونی، که در آن نقش ملیسا، نویسنده مسن‌تر و باتجربه‌ای را بازی می‌کند که مجذوب یک زوج جوان شده‌است.[۲۷][۲۸]↵DirectingEdit↵↵اولین کارگردانی کرکه در سال ۲۰۱۹ بود که او ویدیوی آهنگ "Mama" توسط خواهرش لولا کریک را رهبری کرد.[۲۹] او به کارگردانی پروژه‌های دیگری از جمله یک فیلم کوتاه طنز با نامزدش الکس کامرون ادامه داد.[۳۰] ۳۱] در PSA، کرک در مورد سقط جنینی که در کالج دریافت کرده بود صحبت می‌کند، جایی که او نمی‌توانست هزینه بیهوشی را علاوه بر این عمل بپردازد و بدون آن ادامه می‌داد. ایست همپتون. او در سال ۲۰۰۹ با وکیل مایکل مسبرگ ازدواج کرد و دو فرزند دارند.[۳۴][۳۵] در ژانویه ۲۰۱۷، اعلام شد که کرک و موزبرگ از هم جدا شده‌اند.[۳۶][۳۷] این زوج در تابستان ۲۰۱۶ از هم جدا شده بودند.[۳۸] آنها در حین تحصیل در مدرسه سنت آن در شهر نیویورک با هم دوست شدند.[۲]↵↵از جولای ۲۰۱۷، کرک با الکس کامرون، موسیقیدان و خواننده استرالیایی، ترانه‌سرا در ارتباط بود. کامرون گفته‌است که آلبوم ۲۰۱۹ او Miami Memory عمدتاً تحت تأثیر رابطه او با کرک است.[۳۹][۴۰] او در نوامبر ۲۰۲۰ در یک مراسم خصوصی با کامرون ازدواج کرد. forSearc